# Michel Noblecourt
Michel Noblecourt, né le 19 janvier 1950 à Paris, est un journaliste français. Il est spécialiste des questions syndicales et de la gauche politique.

## Biographie

### Carrière
Michel Noblecourt est diplômé de l’Institut d'études politiques de Paris et titulaire d’une maîtrise en droit. 
Après un passage au quotidien La Croix à partir de 1977, il intègre la rédaction du quotidien Le Monde en 1982 pour y suivre les syndicats sous la présidence de François Mitterrand. Il exerce les fonctions de chef de la rubrique sociale de 1983 à 1989, puis chef du service économie de 1991 à 1994.
Il est également président de l'Association des journalistes de l'information sociale de 1981 à 1985 et président de la Société des rédacteurs du Monde de 1998 à 2003.

### Famille
Michel Noblecourt est le père d'Olivier Noblecourt, le premier délégué interministériel à la prévention et à la lutte contre la pauvreté des enfants et des jeunes, nommé le 15 novembre 2017 par le gouvernement d'Édouard Philippe.

## Publications
- Syndicats en question, éditions de l'Atelier (22 mars 1990),  (ISBN 978-2708226173)
- La République et ses présidents depuis 1944, éditions Le Monde, collection Mon Histoire (6 mars 2013),  (ISBN 978-2361560928)
- État providences, un modèle à réinventer, éditions Le Monde, collection Mon Histoire (28 août 2013),  (ISBN 978-2361561024)
- François Mitterrand : L'artiste des alternances, éditions Le Monde, collection ils ont changé le monde (1er juillet 2015),  (ISBN 978-2361560454)
- Le moteur du changement : la démocratie sociale ! (avec Jacky Bontemps et Aude de Castet), éditions Lignes Repères (24 août 2015),  (ISBN 978-2366090260)
- Le Dialogue social en France: Entre blocages et Big Bang avec Guy Groux,  éditions Odile Jacob, collection OJ.Document (31 octobre 2018),  (ISBN 978-2738146144)